# Нетенз
Нете́нз (перс. نطنز‎) — город в центральном Иране в провинции Исфахан. Административный центр шахрестана Нетенз. Население — 40 тыс. человек. Нетенз расположен в гористой местности на окраине солончаковой пустыни на трассе Исфахан — Кашан.
В тридцати километрах к северу от города расположен горно-обогатительный комбинат, являющийся важнейшим элементом иранской ядерной программы. На заводе происходит обогащение урана. При заводе расположена военная часть.

## История
Поселение на месте современного города считается одним из самых древних на территории Иранского нагорья, хотя собственно Нетенз не упоминается ранее XIII века. Поселение считается одним из самых древних на Иранском Плато. В городе сохранился зороастрийский храм огня, относящийся к периоду правления династии Сасанидов. Традиционно была развита торговля, чему способствовало выгодное расположение на караванных путях.
Поблизости от города расположен Каркасский хребет высотой более 3000 метров. В этих горах сатрап Бесс убил Дария III, — последнего царя Ахеменидов, бежавшего от войск  Александра Македонского.
Наибольшее значение Нетенз приобрёл в период правления монгольской династии Ильханидов, представители которой занимались благоустройством города, в том числе ремонтом мечетей и храмов.

## Достопримечательности
- Пятничная мечеть построена во время династии Буидов и реставрирована в период Ильханидов.
- Мавзолей Абдуссамада Исфахани, суфийского шейха, входит в состав комплекса Пятничной мечети.
- Храм огня времён династии Сасанидов, сохранились развалины.
- Мечеть Кучех-мир XII века со знаменитым михрабом сельджукского периода.
- Храм Орла — по рассказам, гробницу орлу построил шах Аббас I Великий, когда он охотился и поднимался к ручью напиться воды, на него напал орёл, и шах убил его, но потом заметил, что змея выпустила яд в источник.
- Гадамгахе-Али — место отдыха, где по легендам имам Али оставил свой след.
- Раскопки Арисманских шахт — древний город металлургов, добывающих золото и медь, находится в полутора километрах от Нетенза.

## Промышленность
В Нетензе расположен завод по обогащению урана. Согласно заключению экспертов МАГАТЭ, на начало 2010 года в Нетензе работало около 4 тысяч центрифуг для обогащения урана. В 2010 г. они были частично выведены из строя в результате первой в истории масштабной кибератаки на государственном уровне (см. Операция «Олимпийские игры», проведенной спецслужбами США и Израиля).
11 апреля 2021 года произошел инцидент на ядерном объекте в Нетензе, связанный с системой распределения энергии. Позже вице-президент Ирана, руководитель Организации по атомной энергии Ирана Али Акбар Салехи назвал этот инцидент терактом. Затем было сообщено, что часть источника питания для центрифуг была разрушена в результате взрыва устройства, которое сотрудник объекта Реза Карими пронёс на объект, после чего бежал из страны за час до инцидента.
Данные космической съемки указывают на строительство вблизи Нетенза подземного центра по созданию ядерного оружия. По оценкам экспертов, центр, расположенный в глубине горного массива Загрос, недоступен для современных средств поражения.